# NGC 6836
NGC 6836 é uma galáxia espiral barrada (SBm) localizada na direcção da constelação de Sagittarius. Possui uma declinação de -12° 41' 18" e uma ascensão recta de 19 horas, 54 minutos e 40,3 segundos.
A galáxia NGC 6836 foi descoberta em 2 de Agosto de 1881 por Édouard Jean-Marie Stephan.